# Lázaro Cárdenas, Sayula de Alemán
Lázaro Cárdenas är en ort i Mexiko.   Den ligger i kommunen Sayula de Alemán och delstaten Veracruz, i den sydöstra delen av landet, 500 km öster om huvudstaden Mexico City. Lázaro Cárdenas ligger 61 meter över havet och antalet invånare är 219.
Terrängen runt Lázaro Cárdenas är platt. Runt Lázaro Cárdenas är det glesbefolkat, med 10 invånare per kvadratkilometer. Närmaste större samhälle är El Súchil, 11,8 km söder om Lázaro Cárdenas. Omgivningarna runt Lázaro Cárdenas är en mosaik av jordbruksmark och naturlig växtlighet.